# Sueño lúcido

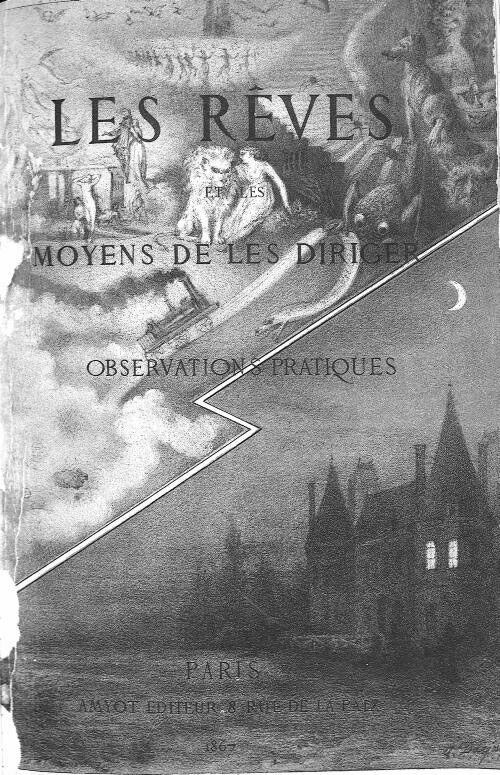
Portada de Rêves et les moyens de les diriger (Los sueños y cómo controlarlos) de Léon d'Hervey de Saint-Denys.

Un sueño lúcido es el que se caracteriza porque el soñante es consciente de estar soñando. Se puede dar espontáneamente o ser inducido mediante prácticas y ejercicios. El uso del adjetivo «lúcido» como sinónimo de «consciente» fue introducido en 1867 por el escritor, sinólogo y especialista en sueños francés Léon d'Hervey de Saint-Denys, en su obra Rêves et les moyens de les diriger (Los sueños y cómo controlarlos). La mayoría de los sueños lúcidos suceden en la etapa de sueño paradójico y mediante un proceso fortuito o desencadenado con el aprendizaje. La consciencia de soñar le da al soñante la posibilidad de controlar deliberadamente no sólo sus acciones, sino también el contenido y desarrollo de los sueños. La capacidad de reconocer y controlar los estados oníricos se menciona en textos budistas del siglo VII. En Occidente se ha estudiado el fenómeno en condiciones de laboratorio desde finales de la década de 1970.

## Definición
En 1968 la escritora británica Celia Green describió al sueño lúcido como «un sueño en el cual el sujeto es consciente de estar soñando». Aunque es ampliamente aceptada, existe disenso sobre su completitud.
El psicólogo de la Gestalt, Paul Tholey, distinguía el sueño normal del lúcido con base en los siguientes siete criterios:
- El soñante es consciente de que está soñando;
- El soñante dispone de su libre albedrío;
- El soñante cuenta con sus capacidades normales de raciocinio;
- Su percepción de los cinco sentidos es comparable a la de la vigilia;
- El soñante cuenta con los recuerdos de los que dispone cuando está despierto;
- El soñante recuerda con claridad su sueño al despertar, y;
- El soñante es capaz de interpretar el sueño dentro del sueño mismo.

Para Tholey es esencial satisfacer los cuatro primeros requisitos. Otros autores insisten sobre la sensación de estar presentes en el aquí y el ahora del sueño así como en la capacidad de poder controlarlos. Se señala con frecuencia que la experiencia de la lucidez en el sueño debe aprenderse como un continuo y que el grado de lucidez varía desde la toma de conciencia mínima definida por Green hasta el ideal descrito por Tholey.

## Descripción

### Desde el punto de vista fenomenológico
Otra forma de definir el sueño lúcido es considerarlo desde la perspectiva fenomenológica, es decir, estudiando el fenómeno tal y como aparece en las descripciones en la literatura, científica o no, y en los relatos personales de los soñantes. Podemos separar esta descripción en tres puntos: los modos de la aparición de la lucidez, las acciones de los soñantes una vez en medio de un sueño lúcido, y cómo desaparece la lucidez onírica.

#### La aparición de lucidez
Con base en los estudios de Green, se clasifica los sueños Lúcidos en dos tipos según los modos en que la lucidez aparece: durante el sueño o al quedarse dormido. Stephen LaBerge acuñó las siglas DILD y WILD para distinguir: DILD (dream-initiated lucid dreams) que son aquellos en los que el sujeto se hace consciente de su condición en el curso de un sueño; y WILD (wake-initiated lucid dreams) o aquellos en los que se entra conscientemente al sueño desde un estado de vigilia. Vale la pena anotar que más del 80 % de los sueños lúcidos son DILD.
- Durante el sueño. Cuando la lucidez aparece durante un sueño, el soñante tiene la impresión de despertar dentro del mismo sueño y siente que puede seguir soñando, aun sabiendo que sueña. Según Celia Green hay cuatro factores que inducen al reconocimiento del sueño: las tensiones de una situación de pesadilla, las cuestiones planteadas por un contenido onírico incongruente e irracional, el recuerdo de una observación técnica introspectiva o el reconocimiento espontáneo, sin razón aparente, de que la experiencia es diferente de la del estado de vigilia. Respecto al primer factor, si bien las emociones violentas y sexuales son una causa frecuente de lucidez, esta también puede aparecer por una emoción fuerte pero con connotaciones agradables. Es raro que el sueño lúcido ocurra gradualmente.
- Estado de vigilia. Cuando el sueño lúcido es una continuación del estado de vigilia de la conciencia, el sujeto tiene dos indicadores para saber que está soñando: la sensación de ser parte integral del sueño y la pérdida (o modificación) de las sensaciones corporales. Para dormirse conscientemente, el soñante debe pasar por el estado hipnagógico[7] durante el cual las imágenes hipnagógicas, o alucinaciones auditivas, o incluso relativas a la propiocepción (sensación de flotar o girar, sensación de caída, vibraciones, entumecimiento o parálisis, sensación de estar fuera del cuerpo). En algunos casos, la conciencia del sueño presenta las fluctuaciones, e incluso lapsos de sueño de los que el sujeto no guardó memoria. Sin embargo, se considera que se trata de sueños lúcidos, pues la pérdida temporal de conciencia se produce antes de la actividad onírica.

#### La experiencia del sueño lúcido
El hecho de saber que esta soñando le permite al soñador ampliar su abanico de opciones así como abordar el contexto onírico con una mayor libertad de acción. No solo puede controlarse a sí mismo y a sus actos, sino también intervenir deliberadamente en el ambiente, los personajes y el desarrollo de su sueño. Ciertas acciones se presentan con una gran regularidad, como soñar que se vuela o se levita. Otras experiencias más inhabituales han sido señaladas, como la salida del propio cuerpo, las transformaciones en animales y otras criaturas fantásticas, el desdoblamiento de la visión, la visión panorámica, la ralentización del tiempo y las experiencias de carácter cósmico como la evolución en espacios con cuatro dimensiones. El soñante también puede influir la dirección del sueño tomando la decisión de prolongarlo, y a veces incluso interrumpirlo y luego retomarlo durmiéndose pocos segundos después.
Aunque en teoría se pueda tener todas las experiencias imaginables, las creencias culturales o personales, las expectativas conscientes o preconscientes del soñante, sus especulaciones sobre la posibilidad o no de cierta acción, en particular la influencia ejercida por otras narraciones, determinan notablemente la apariencia de los sueños así como la capacidad del soñante de modificarlos.
Del mismo modo, la experiencia del sujeto, su grado de lucidez, es decir el punto hasta el cual logra conservar su capacidad de raciocinio, de juicio y de tomar distancia con respecto al aspecto ilusorio de la situación así como respecto a las emociones que desencadena, influyendo así el contenido y los matices de la experiencia. En lo relativo a la percepción, esta puede ir de un estado de confusión a una impresión de gran vivacidad y realismo. Diferentes criterios de la experiencia, que conciernen tanto la conciencia de sí mismo como el contexto onírico, son pues susceptibles de grandes variaciones según el soñante, el sueño, e incluso los diferentes momentos de una misma experiencia onírica.

#### La pérdida de la lucidez
La manera como la lucidez onírica termina puede definirse como la pérdida de la consciencia de soñar. O bien se vincula a la desaparición del sueño y el soñante se despierta, a veces de manera voluntaria, otras debido a emociones muy intensas; o bien el soñante se relaja en su vigilancia dejándose distraer, favoreciendo la disipación de la lucidez conduciéndolo a un sueño ordinario y sin control. En ciertos casos, la lucidez se pierde en un sueño ordinario debido a la transición de una escena onírica a otra, que puede por ejemplo manifestarse mediante un falso despertar.

### Desde el punto de vista de la observación estadística
Una gran parte de la población ha por lo menos vivido en algún momento de su vida la experiencia espontánea del sueño lúcido, así sea furtivamente, por ejemplo en el curso de una pesadilla cuando la toma de consciencia del hecho de soñar precede el despertar.
Se han llevado a cabo varios estudios para determinar el porcentaje de la población que ha tenido sueños lúcidos, variando sus resultados entre el 26 % y el 82 %. Este rango se explica por el tipo de selección de la muestra (al azar, estudiantes de psicología, interesados por el tema), por diferencias en la definición de sueño lúcido, por la confusión con los sueños prelúcidos o la ausencia de verificación del contenido del sueño. De cualquier modo, es menos frecuente que el fenómeno se presente con frecuencia, situándose entre 21 % y 37 % los sujetos que expresan registrarlos con cierta regularidad (una o más veces por mes). El sueño lúcido parece ser más frecuente en los niños. Según Armstrong-Hickey, el 63 % de los niños de diez años aseguran tenerlo todos los meses, bajando a 36 % respecto a los niños de 12 años.
No se han encontrado diferencias significativas entre los sujetos que registran con frecuencia sueños lúcidos en función de su sexo, nivel educativo, o de factores basados en la personalidad.

Varios estudios han mostrado diferencias de contenido entre los sueños lúcidos y los ordinarios. En particular, se ha señalado que los primeros contienen emociones más intensas.
La mayoría de los sueños lúcidos se suceden durante las fases de sueño paradójico y durante las últimas horas de sueño. Algunos informes mencionan su ocurrencia durante los estadios de sueño lento y ligero. Los sueños lúcidos son asimismo más frecuentes durante la siestas al mediodía. LaBerge demostró que una interrupción del sueño durante la noche, seguida por un estado de vigilia de entre cuarenta y cinco minutos y una hora antes de volverse a dormir (este principio se llamó Wake-Back To Bed, en español «despertar, regreso a la cama») aumentaba significativamente las posibilidades de la aparición de la lucidez onírica.

## Cultura e historia

### El sueño lúcido en la cultura occidental

#### Entre la antigüedad y la época moderna
Durante la Antigua Grecia, el sueño lúcido aparece como un fenómeno que registra cierta base cultural, por lo menos en el imaginario: Homero creó personajes que eran conscientes de su sueño. Aristóteles realizó la primera mención explícita del fenómeno estipulando que un soñante puede ser consciente de su estado.
Sin embargo, solo en la Edad Media se registra en una carta de san Agustín del 415 el primer relato de un sueño lúcido, correspondiente al médico Gennadius. En el siglo XIII, Santo Tomás propuso una explicación para el sueño lúcido, notando que se produce con más frecuencia hacia el final del sueño.
Entre el siglo XIV y el siglo XVI los testimonios parecen escasear. Podemos sin embargo preguntarnos junto a Christian Bouchet si no son lúcidos algunos de los sueños registrados por los benandanti del Friul hacia finales del siglo XVI, así como por los kresniki en Istria, Eslovenia y Croacia en el siglo XVII. En ese análisis, sería sin embargo necesario tener en cuenta que estos registran características cercanas a la proximidad de la lucidez, como los falsos despertares, el sentimiento de dejar el propio cuerpo, metamorfosearse o tener la capacidad de volar.
El último de los tres famosos sueños que tuvo René Descartes en la noche del 10 al 11 de noviembre de 1619 es un sueño lúcido. El filósofo inglés Thomas Reid menciona en una carta de 1779 el hecho de haber inducido voluntariamente un sueño lúcido a la edad de catorce años.

#### La época contemporánea
En el siglo XIX, el escritor romántico Jean Paul y el filósofo Friedrich Nietzsche escribieron que fueron a veces conscientes de soñar. Sin embargo, las alusiones al sueño lúcido son sucintas. La primera investigación seria sobre la temática fue publicada anónimamente en 1867 por el sinólogo Léon d'Hervey de Saint-Denys en Les rêves et les moyens de les diriger (Los sueños y los medios para dirigirlos), una obra que resume más de veinte años de investigación. El texto es el primero en asegurar que es posible aprender a soñar conscientemente.

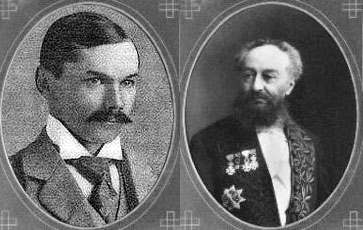
Frederik van Eeden y Léon d'Hervey de Saint-Denys, dos pioneros del sueño lúcido.

Aunque un capítulo se titula "Los sueños lúcidos", De Saint no utiliza la expresión en su acepción actual. Este agrupa indiferentemente sueños donde aparece la conciencia de soñar, sueños vivos y sueños programados. Solo en 1913 el psiquiatra y poeta neerlandés Frederik van Eeden introduce la expresión "sueño lúcido" en el sentido en que lo conocemos. Su artículo A Study of Dreams, publicado en los Proceedings of the Society for Psychical Research, recapitula las constataciones extraídas de los sueños consignados durante varios años, entre los cuales trescientos cincuenta y dos de tipo lúcido.
Estas publicaciones llaman la atención de muchos investigadores. Sigmund Freud acepta la posibilidad de una conciencia y de un libre albedrío en el sueño y menciona brevemente el trabajo de De Saint-Denys en la segunda edición de la La interpretación de los sueños. Sándor Ferenczi consagra al tema su artículo Rêves orientables. Ambos admiten que se puede modificar voluntariamente el contenido del sueño y consideran que su acepción lúcida permite probar que el objetivo del sueño es la satisfacción de los deseos.
Sin embargo el concepto de "sueño consciente" sigue siendo una paradoja para la mayor parte de la comunidad científica. De la misma manera que Alfred Maury rechazó el siglo precedente las afirmaciones de De Hervey afirmando que "esos sueños no son sueños", el influyente Havelock Ellis excluyó su posibilidad. Para el filósofo Norman Malcolm, "el hecho de tener una experiencia consciente, de la naturaleza que sea, no es lo que se llama dormir".
Así, pese a varias publicaciones como las del biólogo Yves Delage en 1920, de Mary Arnold-Forster en 1921, del filósofo ruso Ouspensky en 1931, de Celia Green en 1968, de Charles Tart en 1969 quien reedita el artículo de Van Eeden en Altered States of Consciousness, de Patricia Garfield en 1974, la comunidad científica sigue siendo escéptica. En 1973, Schwartz y Lefebvre sugieren que el fenómeno no sucede durante el sueño, sino durante micro despertares.·

#### La prueba científica
En 1953, Aserinsky y Kleitmen descubrieron que los sueños tendían a producirse en fases marcadas por movimientos oculares rápidos. En 1959, Michel Jouvet notó que, en esos periodos, las ondas registradas en un electroencefalograma eran comparables con las de la vigilia. Para referirse a ellos acuñó el término sueño paradójico, que se caracteriza por una atonía muscular. Solo los músculos oculares, del oído medio y los responsables de la respiración y de la circulación sanguínea no se paralizan.

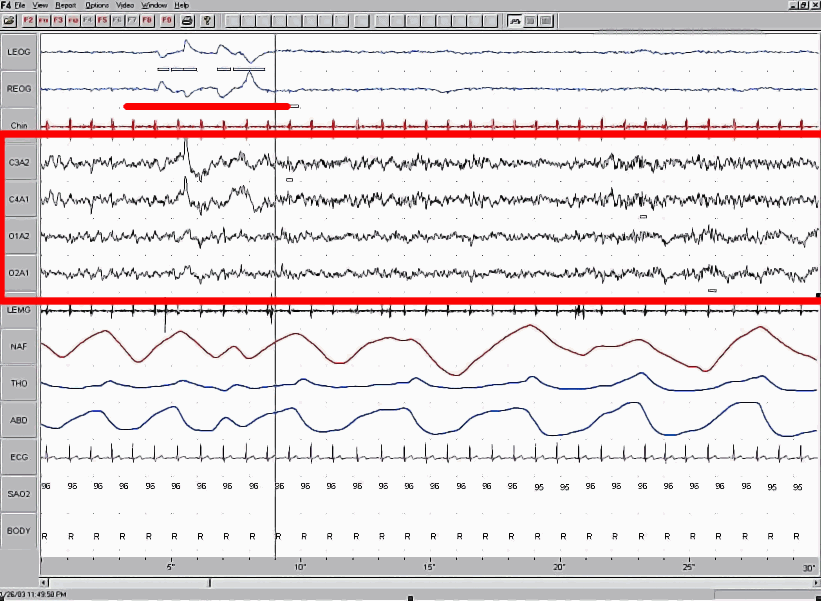
Electroencefalograma con sueño paradójico. Los movimientos oculares rápidos señalados por una línea roja.

La existencia del fenómeno solo se podía demostrar mediante señales enviadas voluntariamente al sujeto dormido. En ese sentido, William Dement y H. P. Roffwarg habían demostrado que la dirección de los movimientos oculares registrados durante el sueño paradójico coincidían a veces con la orientación de la mirada en el sueño, como se había registrado en los informes de los sujetos. Esta constatación brindaba la llave de la comunicación desde el estado de sueño lúcido, pues esto posibilitaba acordar una secuencia específica de movimientos oculares que el sujeto enviaría durante un sueño lúcido y que se registraría mediante una prueba de polisomnografía.
Con base en lo anterior, el 12 de abril de 1975 se produjo la primera prueba del sueño lúcido por Keith Hearne en la Universidad de Hull en el Reino Unido. Su sujeto Alan Worsley señaló la toma de conciencia en un sueño mediante un código ocular acordado de antemano. Estas señales se registraron durante una fase de sueño paradójico. Así se demostró que era posible ser consciente en medio de un sueño.
Los resultados de Hearne no tuvieron una gran difusión. El primer artículo en una revista científica reputada solo se publicó en 1981, siendo su autor Stephen LaBerge de la Universidad de Stanford, quien realizó independientemente una demostración similar para su tesis de doctorado.

### En otras culturas
Fuera de la cultura occidental se encuentran referencias evidentes al sueño lúcido. Sin embargo, algunas de las dificultades encontradas por la antropología son la ausencia del concepto en cuestión o de una comprensión del fenómeno diferente de la del sueño, la mayor importancia que se atribuye al contenido del sueño que la lucidez en sí, así como la validez de la aplicación de conceptos occidentales a fenómenos que no son idénticos.
El único caso en el que no hay lugar a dudas es el del yoga del sueño desarrollado por el budismo tibetano, un conjunto de prácticas meditativas en estado de sueño lúcido. Su principio consiste en reconocer, durante el sueño, que se está soñando con el fin de percibir la dimensión ilusoria y voluntariamente modificable de las producciones oníricas. Esta práctica tiene sus orígenes en el norte de la India en los Seis yogas de Naropa, redactados en el siglo XI, y en el Tíbet en diversos aspectos de prácticas chamánicas de la religión Bön. Sus principales enseñanzas reposan en la Tradición oral de Zang Zhung, una instrucción plasmada por escrito en el siglo VIII (aunque mucho más antigua según la tradición Bön) y en el Tantra Madre. Relacionado con la práctica de este yoga se encontraría igualmente el concepto del Bardo del Sueño en el budismo.
En los años 1970, la reedición de los escritos de Kilton Stewart sobre los senoi, una etnia malaya, propagó la opinión según la cual el control del sueño (y de ahí el sueño lúcido) desempeñaba una función preponderante en su vida social y que se enseñaba desde muy temprana edad. Sin embargo, aunque el sueño y sus contenidos son de gran importancia para este grupo, varios estudios recientes han desmentido la hipótesis de que controlan o son lúcidos durante los sueños.

## Aprendizaje
Todos los autores insisten en que la motivación es una condición previa indispensable para llegar a tal fin. Existen varios métodos para inducir el sueño lúcido, que se pueden clasificar en tres grandes categorías.

### Adormecimiento consciente
Mediante estos métodos, el sujeto entra deliberadamente en el sueño desde la vigilia evitando perder la consciencia durante el proceso. Esta idea está sujeta a una gran cantidad de variaciones. Es posible concentrarse en la actividad hipnagógica, en la visualización voluntaria, en una tarea mental o incluso prestar atención a la respiración, a los latidos del corazón u otras sensaciones físicas. Los métodos de adormecimiento consciente son más asequibles a las personas que tienen facilidades para dormirse.

### Toma de consciencia en el sueño
Este método supone la capacidad de recordar con precisión el contenido de los sueños. Busca que el sujeto sea consciente de que sueña dentro del sueño en curso. Se pueden aplicar varios principios basados en el reconocimiento de temas oníricos frecuentes, la sorpresa suscitada por situaciones incongruentes, la intención de encontrar un objeto en el sueño, o simplemente la intención de ser consciente de su estado de soñante.
Algunos de estos métodos dan prioridad a la autosugestión, uno de los más conocidos es el MILD (Mnemonic Induction of Lucid Dreams, es decir "inducción mnemónica de sueños lúcidos") desarrollado por Stephen LaBerge. El MILD recurre a la memoria prospectiva. Asocia un despertar matinal con una vigilia de cerca de tres cuartos de hora y, antes de volver a dormirse, una visualización y una autosugestión con el fin de recordar tomar consciencia en el próximo sueño. En la misma dirección, la sugestión posthipnótica también se ha empleado.
Otros métodos se basan en el análisis del estado de la consciencia, como el "reflexivo-crítico" descrito por Paul Tholey. Tiene como objeto ejercer una facultad crítica durante la jornada marcando la autoconsciencia y el entorno, una facultad generalmente inactiva durante el sueño ordinario. Con tal fin, el sujeto duda de la realidad de su entorno y efectúa diferentes 'test de realidad'. Los textos budistas contienen ideas similares, como cultivar un estado de ánimo particular durante la vigilia o incrementar el nivel de atención consagrado a sí mismo y al entorno (meditación vipassana) con el fin de conservarla durante el sueño e inducir la lucidez onírica.

### Empleo de estímulos externos
Estos métodos se basan en el principio de los estímulos externos (luces, palabras, sonidos, vibraciones, etc.) que pueden emitirse durante la fase de sueño paradójico para permitirle al sujeto darse cuenta de que sueña. Hearne utilizó la detección del cambio de ritmo respiratorio para desencadenar un ligero choque eléctrico en la muñeca. LaBerge desarrolló las gafas Novadreamer, que detectaban el movimiento ocular rápido y enviaban señales luminosas. El empleo de estos dispositivos por separado es poco eficaz y debe asociarse con una buena preparación mental, pues de lo contrario los estímulos se incorporan en el imaginario del sueño ordinario.

## Investigación y aplicaciones
Desde los años 1980 hasta nuestros días, se han realizado varias investigaciones sobre el sueño lúcido, principalmente por la Universidad Stanford y el Lucidity Institute fundado por Stephen LaBerge.

### Psicofisiología del sueño paradójico
Las experiencias realizadas trataron sobre los medios para inducir y prolongar la lucidez onírica; sobre las diferencias de contenido entre los sueños comunes y los lúcidos; sobre la estimación del tiempo pasado en sueño lúcido, en comparación con el de la vigilia; sobre las correspondencias fisiológicas entre las actividades reales y soñadas, por ejemplo sobre la facultad del soñante de modificar su ritmo respiratorio o sobre la manera en que su actividad sexual onírica se registra en diferencias fisiológicas; sobre los medios de comunicarse del soñante mediante señales oculares; sobre la relación entre la actividad cerebral y la del sueño (la lateralización de las funciones cerebrales se registra en los sueños lúcidos, siguiendo cada hemisferio especializado las pautas funcionales de la vigilia, como cantar o contar).
Los resultados muestran que las tareas cognitivas y los movimientos soñados durante el sueño paradójico provocan en el cerebro (y en menor medida en el resto del cuerpo) efectos similares a los de la vigilia. Las zonas cerebrales que se activan durante el sueño son pues las mismas que trabajan durante la vigilia.

### Aprendizaje motor en el sueño lúcido
Estos resultados ofrecen una base teórica que permite medir el efecto de un aprendizaje motor gracias a un entrenamiento en estado de sueño lúcido. Los estudios de Tholey han mostrado que un deportista entrenado podía fácilmente reproducir en sus sueños lúcidos movimientos complejos como los del esquí o la gimnasia, y que este tipo de aprendizaje podía conducir a un mayor rendimiento.

### Estimulación de corriente alterna transcraneal
Ursula Voss y colaboradores durante una investigación descubrieron que la estimulación actual en la banda gamma inferior durante el sueño REM influye en la actividad cerebral en curso e induce la conciencia autorreflexiva en los sueños. Además confirmaron que el fenómeno es real y se da con más frecuencia en jóvenes. 

### Aplicaciones clínicas
Se han sugerido varias pistas sobre las aplicaciones terapéuticas y psicológicas del sueño lúcido, como el tratamiento de las fobias o del trastorno por estrés postraumático.
En un marco inspirado en la psicoanálisis jungiano y en la terapia Gestalt, el punto que con más frecuencia se ha investigado es la integración de los diferentes elementos de la psique, que se supone están representados por los personajes encontrados en el sueño, mediante un comportamiento adecuado con el fin de manejar las situaciones desagradables.
Un primer modelo de interacción con los personajes fue propuesto por Patricia Garfield. En este método, cuyo origen atribuyó al pueblo senoi, se debe afrontar y eliminar sistemáticamente a los personajes hostiles. Tholey, que ha comparado la eficacia de las diferentes actitudes, concluye que un procedimiento basado en el diálogo y la conciliación tenía más posibilidades de conducir a experiencias positivas, permitiendo al soñante conocer el significado del sueño y descubrir el origen de sus conflictos psicológicos. Tholey informa haber mejorado en un contexto terapéutico la condición de los pacientes que sufren de ansiedad, de inseguridad o de dificultades de adaptación social mediante lo que describe como un "programa de autocuración". Estas afirmaciones se basan sin embargo en estudios de caso y no han sido objeto de estudios controlados.

### Otras aplicaciones
Además de dichas aplicaciones, con el sueño lúcido se exploran lúdicamente las posibilidades del mundo onírico, con el fin de satisfacer deseos, efectuar desarrollos personales o realizar búsquedas espirituales. También se puede emplear con fines artísticos y creativos, con el fin de abordar cuestiones o como "simulador" para las acciones de la vida cotidiana. Además, muchos investigadores han insistido en su interés práctico en los campos de la filosofía y las ciencias de la consciencia.

## Sueño lúcido ymindfulness

### Tipos de consciencia
Los sueños ordinarios tienen características de consciencia primaria, donde los componentes principales son la percepción y la emoción, a diferencia de la consciencia secundaria, donde predomina la autorreflexión y metacognición. Esta distinción entre consciencia primaria y secundaria también se da en vigilia, como por ejemplo en la divagación mental o en las conductas automáticas, en las que la atención no se encuentra en la experiencia presente. De hecho, varias investigaciones muestran que nuestro procesamiento cognitivo durante la vigilia y el sueño están relacionados.
La consciencia primaria está relacionada neurológicamente con la red neural por defecto. Aquellas estructuras cerebrales que se activan cuando el cerebro está en reposo y que están relacionadas con estados de ensoñación, divagación mental y simulación interna de eventos autobiográficos sobre el pasado y el futuro.

### Sueño lúcido y metacognición
Algunos autores sostienen que el sueño puede ser entendido como una versión intensificada de la divagación mental en vigilia. Aunque los sueños se diferencian en que son divagaciones más largas, visuales e inmersivas.
La práctica de mindfulness favorece el desarrollo de la capacidad metacognitiva, la disminución de la divagación mental y produce cambios en la red neural por defecto.
La corteza prefrontal y, en concreto, el área 10, está relacionada con la función metacognitiva. Por tanto, los sueños lúcidos podrían ser una forma específica de metacognición, ya que comparten substrato neurológico con la misma.

### Efectos de la meditación en el sueño lúcido
Al estudiar la relación existente entre mindfulness rasgo y la frecuencia de sueños lúcidos, los resultados indican una relación positiva entre ambos. Pero solo en aquellos sujetos que tienen alguna experiencia en la práctica de la meditación. Siendo la meditación una posible variable moderadora entre mindfulness y sueños lúcidos.

## El sueño lúcido en el arte y en la cultura
El tema de la lucidez onírica ha sido relativamente poco utilizado en las artes y en la literatura, registrándose el mayor número de referencias en el siglo pasado y antepasado.

### En la literatura
El sueño lúcido solo aparece en la literatura en los siglos XIX y XX, donde se registran sin embargo pocos casos. Se aborda de manera burlesca en el texto de ficción Le pied de momie de 1840 de Théophile Gautier, y es el tema de la novela fantástica Peter Ibbetson de 1891 del escritor inglés George du Maurier.
En la segunda mitad del siglo XX, se presenta el punto de vista chamánico centroamericano del concepto de sueño lúcido en las obras de Carlos Castaneda, desde El viaje a Ixtlán de 1972 hasta El arte de ensoñar de 1993.
En la serie de ficción iniciada en 2004, La guerra de los sueños de John C. Wright, el protagonista ha sido entrenado en el arte del sueño lúcido ya que tiene la misión de vigilar la puerta entre el mundo de los sueños y el real.
El argumento de la novela La anatomía de los sueños, de la escritora estadounidense Chloe Benjamin, gira alrededor de una investigación sobre los sueños lúcidos.

### En el cine
Pocas obras cinematográficas han tratado el tema, y la mayoría son recientes. El primer ejemplo es la versión de 1935 de la novela de George du Maurier por el director Henry Hathaway.
En 1964, la película mexicana Vivir de Sueños, un musical estelarizado por Enrique Guzmán y Silvia Pinal, trata el tema de los sueños lucidos y colectivos, donde sus protagonistas viajan en un tren y constantemente están pasando de la vigilia, al sueño, enamorándose en el proceso, sobresale la estética onírica cinematográfica. +
Un caso explícito es Pesadilla en Elm Street de 1984. Otro es Despertando a la vida de 2001 de Richard Linklater, que hace un viaje a través de la filosofía a modo de introducción del sueño lúcido, la naturaleza de la consciencia y la existencia.
En la italofrancesa La ciencia del sueño de Michel Gondry, el protagonista usa los sueños lúcidos para entrar en su propio mundo de fantasía. Gondry también usa el recurso de la lucidez en el sueño, en la estadounidense Eternal Sunshine of the Spotless Mind donde uno de los protagonistas tiene unos momentos de lucidez mientras sueña, si bien su tema principal es otro.
En 2006 se estrenó la cinta de animación japonesa Paprika del director Satoshi Kon, cuyos personajes comparten los mismos sueños mediante dispositivos eléctricos. Retomando algunos de esos elementos, en 2010 se presenta Inception de Christopher Nolan, cuyos protagonistas acceden a los sueños de sus víctimas para conocer sus secretos e implantar creencias. Lo que hace que la trama de esta película sea diferente a otras historias vistas en novelas y películas son los sueños lúcidos compartidos, permitiendo así la colaboración en sueños entre los distintos personajes. Una característica importante de Inception es el uso de máquinas especiales para conseguir entrar en estos sueños lúcidos, lo que da un aspecto más ficticio a la película.
En 2007, La chica de mis sueños de Jake Paltrow cuenta la historia de un hombre que aprende a tener sueños lúcidos para relacionarse en ellos con la chica que ha idealizado.
En el cine español, los sueños lúcidos aparecen en la película Abre los ojos de Alejandro Amenábar, cuyos derechos fueron vendidos a Tom Cruise, quien protagonizó la versión Vanilla Sky.
En 2017, se estrenó la película surcoreana Sueño lúcido, de Kim Joon-sung, que cuenta la historia de un periodista que debe recurrir a sueños lúcidos para descubrir quién secuestró a su hijo.
En 2023, se estrenó la película del MCU Doctor Strange in the Multiverse of Madness donde se cuenta que los sueños de las personas (sobre todo los lúcidos) son ventanas a sus contrapartes multiversales.